# Батальщиковский
Батальщиковский — хутор в Верхнедонском районе Ростовской области.
Входит в состав Мещеряковского сельского поселения.

## География

### Улицы
- ул. Безымянная,
- ул. Лесная,
- ул. Луговая,
- ул. Молодёжная,
- ул. Нижняя,
- ул. Плешакова,
- ул. Прогонная,
- ул. Старая.

## Население
| 1989 | 2002 | 2010 |
| ---- | ---- | ---- |
| 495  | ↘424 | ↘381 |

## Достопримечательности
Территория Ростовской области была заселена еще в эпоху неолита. Люди, живущие на древних стоянках и поселениях у рек, занимались в основном собирательством и рыболовством. Степь для скотоводов всех времён была бескрайним пастбищем для домашнего рогатого скота. От тех времен осталось множество курганов с захоронениями  жителей этих мест. Курганы и курганные группы находятся на государственной охране.
Поблизости от территории хутора Батальщиковский Верхнедонского района расположено несколько достопримечательностей – памятников археологии. Они охраняются в соответствии с Федеральным законом от 25.06.2002 N 73-ФЗ "Об объектах культурного наследия (памятниках истории и культуры) народов Российской Федерации", Областным законом от 22.10.2004 N 178-ЗС "Об объектах культурного наследия (памятниках истории и культуры) в Ростовской области", Постановлением Главы администрации РО от 21.02.97 N 51 о принятии на государственную охрану памятников истории и культуры Ростовской области и мерах по их охране и др. 
- Курганная группа    "Батальщиков"   (4 кургана). Находится на расстоянии около 1,3 км к северо-западу от хутора Батальщиковский.
- Курган    "Бурлацкий I". Находится на расстоянии около 2,5 км к северо-западу от хутора Батальщиковский.
- Курганная группа   "Бурлацкий II"   (4 кургана). Находится на расстоянии около 3,75 км к северо-западу от хутора Батальщиковский.
- Курган  "Макеев". Находится на расстоянии около 4,3 км к северо-западу от хутора Батальщиковский[4].